# Poul Joachim Stender
Poul Joachim Stender (født 6. maj 1956) er en dansk præst, der er sognepræst i Kirke Saaby og Kisserup Sogn på Midtsjælland.
I 1982 blev han cand.theol. et exam.art. fra Københavns Universitet. Året efter blev han sognepræst i Kirke Saaby og Kisserup Sogn.
I perioden 1992-1997 var han feltpræst på Sjælsmark Kaserne og 1997-2000 var han præst ved den danske kirke i Los Angeles. Siden hjemkomsten har han igen været sognepræst i Saaby-Kisserup.
Poul Joachim Stender er kendt for sine meninger om, at nydelsen skal tilbage i folkekirken. Det har også tidligere vakt stor opsigt, at han betalte 9. klasses-elever 50 kr. per gang, de gik i kirke. Han har udgivet indtil flere bøger.
I 2008 stillede han op til bispevalget i Roskilde Stift. På grund af omfattende uregelmæssigheder ved valgets første runde klagede Stender over udfaldet, hvilket medførte omvalg. Ved omvalget lykkedes det Stender at gå videre til anden runde. I anden runde tabte han dog med godt 100 stemmer til Peter Fischer-Møller, der dermed blev ny biskop.
I 2017 stillede Stender op til bispevalget i Lolland-Falsters Stift, men gik ikke videre til valgets anden runde, hvor Marianne Gaarden endte med at vinde.

## Publikationer
- Spejl dig, konfirmand (1998)
- Blandede følelser (1998)
- Præsten og Kogejomfruen (2003)
- Gud i vold (2005)
- Med Gud i sengen (2010)
- Røde hunde gør ikke (2014)